# Waynesville (Ohio)
Waynesville – wieś w USA, w stanie Ohio, w hrabstwie Warren. Według danych z 2000 roku miejscowość miała 2917 mieszkańców.